# Política Nacional del Pueblo Afroperuano al 2030
La Política Nacional del Pueblo Afroperuano al 2030 (PNPA) fue implementada en el año 2022 por el Ministerio de Cultura del Perú, mediante Decreto Supremo N° 005-2022-MC, en el periodo de gobierno del expresidente Pedro Castillo, debido al impulso de diversas organizaciones sociales de base y la sociedad civil. La política busca visibilizar la brecha social histórica que existe en la comunidad de personas afrodescendientes en Perú e integrar a las mismas a a una sociedad intercultural. Esta política es intersectorial, pues conglomera a diversos ministerios en funciones integradoras, entre ellos se encuentran: el Ministerio de Cultura, el Ministerio de la Mujer y Poblaciones Vulnerables, el Ministerio de Desarrollo e Inclusión Social, el Ministerio de Salud, el Ministerio de Educación, el Ministerio de Trabajo y Promoción del Empleo, el Ministerio de Justicia y Derechos Humanos, el Ministerio de Desarrollo Agrario y Riego, el Ministerio de la Producción y el Ministerio de Transportes y Comunicaciones.

## Contexto social y desigualdad transversal

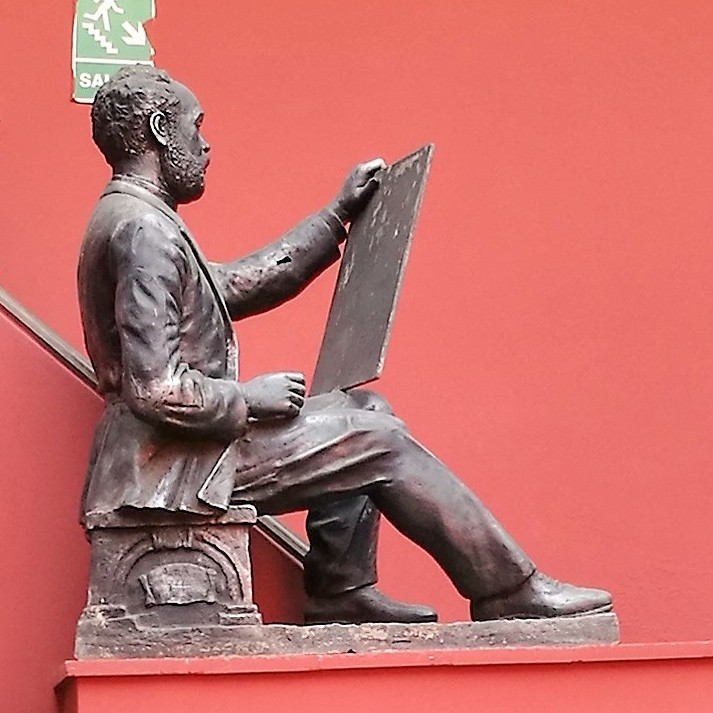
Escultura de Pancho Fierro

La historia cultural de la población afrodescendiente ha sido afectada históricamente por los procesos de colonización de sus pueblos. En el Perú, a pesar de haberse abolido la esclavitud hace poco menos de un siglo y pesar de que la población afroperuana autoreconocida al 2017 representa el 3.6% de la población (828 894 personas), sus derechos fundamentales como personas siguen siendo afectados. Ello se refleja en el estado de vulnerabilidad presente entre sus integrantes y en prácticas de exclusión, racismo y discriminación étnico-racial que limitan el acceso a trabajos adecuados, educación, salud y vivienda. 
Debido a esto, la PNPA responde a una problemática actual de relego socioeconómico hacia los pueblos afroperuanos, en el año 2018 CEPLAN indicó que:

"[existe un] limitado ejercicio de derechos económicos, sociales, políticos y culturales del pueblo afroperuano”

## Objetivos
La política busca cumplir un rol de atención, resguardo e integración de las personas pertenecientes al pueblo afroperuano, teniendo como base 4 objetivos prioritarios:

"Los objetivos prioritarios son los cambios que se buscan alcanzar para prevenir, reducir o solucionar el problema público y conducen a la situación futura deseada para la población que busca atender la política"

Entre los objetivos prioritarios se encuentran los siguientes:
- Reducir la discriminación étnico-racial y racismo hacia el pueblo afroperuano.
- Mejorar las condiciones sociales para el desarrollo del pueblo afroperuano.
- Mejorar las condiciones económicas para el desarrollo del pueblo afroperuano.
- Incrementar la autonomía de las mujeres afroperuanas, en su diversidad.
- Mejorar la participación ciudadana del pueblo afroperuano.

## Estructura del contenido
Esta política contiene una estructura que complementa un análisis situacional a nivel nacional y un panorama de las alternativas que se podrían proponer para solucionar los problemas sociales:
- Base normativa nacional e internacional.
- Diagnóstico de la situación del Pueblo Afroperuano (enunciado, problemática, conceptos, situación y alternativas).
- Objetivos prioritarios y lineamientos.
- Provisión de servicios y estándares.
- Seguimiento y evaluación.
- Glosario y acrónimos.
- Bibliografía.